# 真正激进自由党
真正激进自由党（西班牙語：Partido Liberal Radical Auténtico），通稱藍黨，是巴拉圭的一个自由主义政党，该党是自由党国际的观察员。自从1989年阿尔弗雷多·斯特罗斯纳下台以来，自由党就一直是红党的竞争对手。

## 简介
在2003年国会选举中，自由党赢得了80个席位中的21个众议院议席（25.7% 得票率）；以及参议院45席中的12席（24.3% 得票率）。而在同一天的总统选举中，该党候选人Julio César Franco获得了24%的得票率。
在2008年总统选举中，该党等8个党派组成中間偏左的变革爱国联盟，推派費爾南多·盧戈並胜於红党，結束紅黨長達60年的執政。同年国会选举中，自由党在众议院和参议院分别赢得26席与14席，成为仅次于红党的国会第二大党。